# 애드미럴티역 (싱가포르)

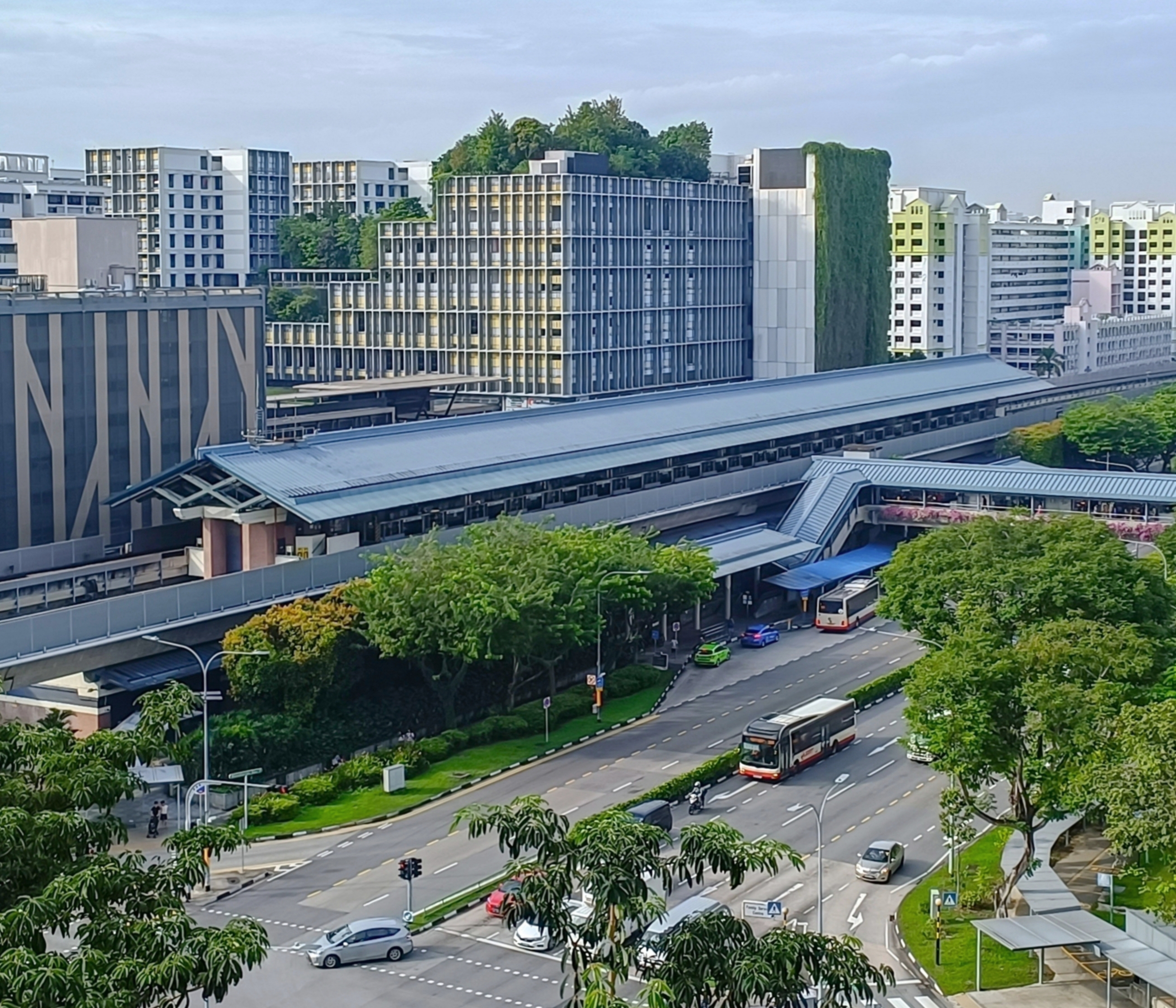

애드미럴티역(Admiralty MRT station)은 싱가포르 우드랜즈의 노스 사우스 라인(North South Line, NSL)에 있는 고가 MRT(Mass Rapid Transit) 역이다. 우드랜즈 애비뉴 6과 우드랜즈 드라이브 71의 교차점 근처 우드랜즈 애비뉴 7을 따라 위치한 이 역은 주로 우드랜즈 뉴 타운 동부의 주거 지역에 서비스를 제공한다. 이 역은 싱가포르 북부 해안에 위치한 이전 왕립 해군 기지에서 이름을 따왔다.
1991년 11월 우드랜즈 확장의 일부로 처음 발표된 이 역은 1996년 2월 10일에 개통했다. 확장된 다른 역과 마찬가지로 이 역은 더 나은 승객 흐름, 더 넓은 상업 공간 및 향상된 타 운송 수단 통합을 촉진하기 위해 개선된 역 레이아웃을 특징으로 한다.